# Линейные корабли типа «Айрон Дюк»
Тип «Айрон Дюк» (англ. Iron Duke) — серия британских линейных кораблей, дальнейшее развитие линейных кораблей типа «Кинг Джордж V» (полное водоизмещение увеличено на 4000 тонн).
Тип «Айрон Дюк» был спроектирован в рамках кораблестроительной программы 1911 года.
Усреднённая стоимость 1 линкора составляла 2 000 000 фунтов стерлингов.
Всего в рамках программы в 1912—1913 годах было построено четыре корабля этого типа.

## История разработки
В бюджете Великобритании на 1911 год была запланирована закладка четырёх линейных кораблей и одного линейного крейсера. Линейные корабли программы 1911 года стали дальнейшим развитием типа «Орион». Основным камнем преткновения в новом проекте стал выбор калибра противоминной артиллерии.
Ещё 27 июня 1909 года в своем письме на имя главного конструктора Уотса адмирал Марк Керр, идеолог отражения ночных атак миноносцев, настаивал на принятии на вооружение 152-мм орудий. Он писал, что флот Германии предполагает использовать во всех морских сражениях миноносцы, даже в плохую погоду. Несмотря на то, что единого мнения по поводу выбора 152-мм орудий вместо 102-мм не было, большинство склонялось к мнению, что всплески от 152-мм снарядов значительно затруднят противнику наведение, а осколки могут повредить их телескопические визиры. Использование шрапнельных снарядов в ночном сражении позволит не отвлекать на вражеские миноносцы орудий главного калибра. Результаты своих наблюдений и размышлений Керр сводил к следующему:
1) Необходимо устанавливать на корабле 152-мм противоминную батарею;
2) Она должна занимать как можно меньше места;
3) Она не должна мешать орудиям главного калибра вести огонь по основной цели;
4) При отражении ночных атак следует использовать шрапнельные снаряды;
5) Отмечалось, что веса снятых 102-мм орудий должно хватить для установки 152-мм.
Среди проектов линкоров 1911 года был один или два с 102-мм орудиями и остальные с 152-мм орудиями. Начальник Управления военного кораблестроения Филип Уоттс, так же, как и его шеф — адмирал Фишер, являлся последовательным противником установки 152-мм орудий. И поэтому он отстаивал вооружение из 102-мм орудий. Но после ухода Фишера обстоятельства поменялись не в его пользу. И когда Первый лорд адмиралтейства, адмирал Мак Кенна запросил установку на новых линкорах 152-мм орудий, Уоттс вынужден был согласиться на это.
Все корабли программы 1911 года — четыре линкора типа «Айрон Дюк» и линейный крейсер «Тайгер» получили на вооружение 152-мм орудия. Строительство каждого супердредноута должно было обойтись казне в 2 млн фунтов стерлингов.

## Конструкция

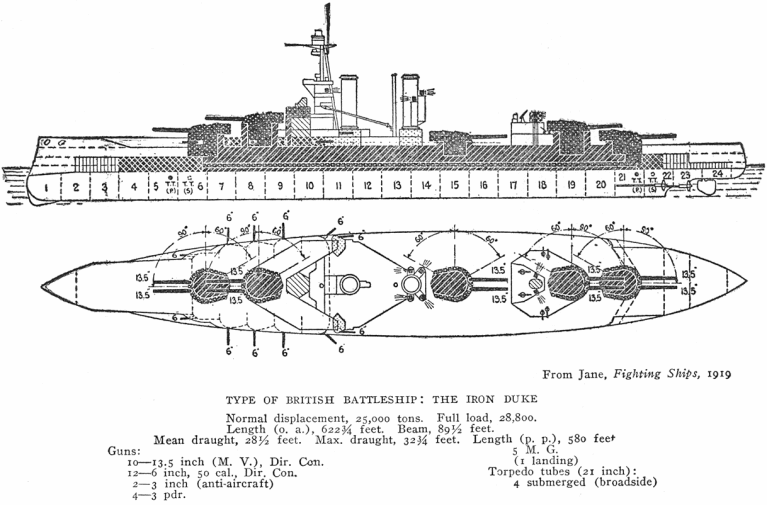
Линейные корабли типа «Айрон Дюк». Схема.

Линкоры типа «Айрон Дюк», так же, как и линкоры предыдущего типа «Кинг Джордж V», имели вооружение из десяти 343-мм орудий, размещенных по линейно-возвышенной схеме в пяти двухорудийных башнях. Основными отличиями от предыдущего типа явились следующие:
- 1) Нормальное водоизмещение увеличилось на 2000 т при увеличении длины корпуса на 7,6—7,9 м и проектной осадки на 0,15 м;
- 2) 16 102-мм орудий заменены на 12 152-мм;
- 3) Количество торпедных аппаратов увеличено с трех до четырёх;
- 4) Перераспределено и несколько расширено бронирование борта и палуб, каземат противоминной артиллерии получил защиту 152-мм плитами, вместо 89-мм;
- 5) Проектная скорость снижена на 0,5 узла;
- 6) Увеличены объём топлива и радиус действия[2].

При полном водоизмещении корабли имели заметный дифферент на нос (посадка свиньёй) 0,46 м, но из-за более длинного полубака это не сильно ухудшило мореходность.

### Корпус
Корпус корабля имел полубак, занимавший чуть более половины длины корпуса. Обводы несколько улучшили, а высота надводной части борта была чуть меньше, чем у «Кинг Джордж V». Корпус был разделен водонепроницаемыми переборками на 24 основных отсека. Корпус клепаный, со смешанным типом силовых связей. Двойное дно простиралось на 75 % длины корабля.
Дополнительную длину использовали на увеличение полубака и кормовой оконечности, тем самым повысив мореходность.
Проектная метацентрическая высота составляла 1,524 м. Фактически при нормальном водоизмещении метацентрическая высота была 1,494 м, а при полном — 1,83 м.
Противоминные 152-мм орудия были сведены в два каземата. В районе носовой надстройки на уровне верхней палубы располагался каземат с 5 орудиями по каждому борту. Над ним на палубе полубака располагались ещё по одному орудию на каждый борт. Как и на предыдущих типах, орудия, расположенные на верхней палубе, на полном ходу и особенно в свежую погоду заливались. Это приводило к снижению эффективности их использования. Положение было улучшено установкой двойных каучуковых прокладок на двери и амбразуры и установкой системы централизованного управления огнём противоминных орудий. Система фирмы «Виккерс» была укомплектована приборами «следи за стрелкой» (follow the pointer). Это позволяло осуществлять наводку с поста управления, расположенного на крыльях верхнего мостика, без использования наводчика. При таком способе управления забрызгивание каземата не мешало процессу наведения.

### Силовая установка
Главная энергетическая установка включала в себя 2 комплекта турбин Парсонса, работавших на 4 вала, и 18 водотрубных котлов Бабкок («Айрон Дюк» и «Бенбоу») или Ярроу («Мальборо» и «Имперор оф Индия»), размещённых в трёх котельных отделениях (по 6 котлов в каждом). Каждый котёл был оборудован тремя форсунками, распылявшими нефть непосредственно на горящий уголь.
Турбины высокого давления переднего и заднего хода, размещённые в крайних бортовых отсеках машинного отделения, вращали наружные валы (1-й и 4-й), турбины низкого давления переднего и заднего хода были заключены в едином корпусе и вращали внутренние валы (2-й и 3-й). Все турбины были реактивного типа.
Проектная мощность турбин оценивалась в 29 000 л. с.
Турбины Парсонса для «Айрон Дюка» построены фирмой «Лэйрдс», для «Мальборо» — «Хауторн», для «Бенбоу» — «Беардмор», для «Имперор оф Индия» — фирмой «Ярроу».
Запас топлива: 3250 дл. тонн (3302 т) угля; нефти 1050 дл. тонн (1067 т).

### Бронирование
Вертикальное бронирование борта кораблей типа «Айрон Дюк» состояло из верхнего (203 мм) и главного (305 мм нижнего и 229 мм верхнего) броневых поясов и прикрывало борт корабля по высоте от уровня верхней палубы на 1,36 м ниже ватерлинии при нормальном водоизмещении. Броневые плиты были разной толщины и изготавливались из цементированной брони Круппа.
Главный броневой пояс имел протяженность 109,7 м и покрывал 58 % длины корпуса на участке расположения главных жизненных частей корабля (энергетической установки, снарядных и пороховых погребов, постов управления). Он подразделялся по высоте на два отдельных пояса — ватерлиния была защищена 305-мм плитами до уровня средней палубы (нижняя часть главного броневого пояса), а выше средней палубы до уровня главной палубы толщина плит составляла 229 мм.

Бронирование барбетов (в плане) британских линейных кораблей «Айрон Дюк» и «Куин Элизабет». Цифры указывают толщину брони в миллиметрах.

Вертикальные стенки всех башен главного калибра имели толщину 279 мм. Крыша имела толщину 102 мм. Броневой настил пола имел толщину 76 мм.

### Вооружение

#### Артиллерия главного калибра
Десять 13,5" морских орудий Mark V фирмы «Виккерс», размещённых в пяти двухорудийных башнях фирмы «Армстронг». Башни были размещены по линейной схеме с возвышением «B» и «X». Башни обозначались из носа в корму «A», «B», «Q», «X» и «Y».
Общий боекомплект 1000 снарядов всех типов (фугасных, бронебойных, полубронебойных, шрапнельных) или по 100 снарядов на ствол.

#### Противоминная артиллерия
Двенадцать казематных 152-мм орудий образца MK.VII раздельного заряжания с длиной канала ствола 45 калибров (6840 мм) (англ. 6"/45 BL Mk.VII), побортно в районе носовой надстройки. Размещение приборов управления огнём противоминной артиллерии давало возможность наводить орудия, даже если их наводчикам мешали брызги и дым.

#### Зенитное вооружение
В 1915 году в кормовой части установили два 45-калиберных 76-мм зенитных орудия образца QF Mk. I (англ. QF 3 inch 20 cwt) с боекомплектом по 150 выстрелов на ствол, однако ввиду отсутствия на корабле прибора управления зенитным огнём эти орудия были практически бесполезны в борьбе с самолётами и годились разве что для противодействия сравнительно тихоходным «цеппелинам».
В 1918 году установили дальномеры с базой 5,03 м для определения расстояния до воздушных целей.

#### Торпедное вооружение
Четыре 533-мм торпедных аппарата:
- 2 носовых, расположенных ниже ватерлинии (по одному на каждый борт) в районе шпилей;
- 2 кормовых (по одному на каждый борт) на уровне траверза барбета орудийной башни «Y».[10]

Общий боезапас составлял 20 торпед образца Mk.I и Мк. II, позже — образца Мк. IV.

### Авиационное вооружение
В 1918 году на всех линейных кораблях типа «Айрон Дюк» на крышах орудийных башен «B» и «Q» установили взлётные платформы для колёсных самолётов-бипланов «Sopwith Camel» (или «Sopwith Pup»). Самолёты предназначались для ведения воздушной разведки и корректировки стрельбы.
В 1919 году на всех линейных кораблях взлетные направляющие с авиационных платформ сняли, хотя сами платформы на башнях оставили.

## История серии
Все корабли этого типа активно применялись в годы Первой мировой войны.
В соответствии с решениями Лондонской морской конференции 1930 года 3 из 4 кораблей (кроме головного) были сняты с вооружения в 1931—1932 годах.
Головной «Айрон Дюк» сдан на слом в марте 1946 года.

## Представители
| Название                          | Судоверфь                          | Закладка            | Спуск на воду        | Принятие на вооружение | Судьба                                                                             |
| --------------------------------- | ---------------------------------- | ------------------- | -------------------- | ---------------------- | ---------------------------------------------------------------------------------- |
| Айрон Дюк Iron Duke               | Portsmouth Dockyard                | 15 января 1912 года | 12 октября 1912 года | 12 марта 1914 года     | С июня 1929 года — учебный корабль. В марте 1946 года продан на слом.              |
| Мальборо Marlborough              | Королевская судоверфь в Девенпорте | 25 января 1912 года | 24 октября 1912 года | 12 июня 1914 года      | Списан в мае 1932 года и 25 июня 1932 года прибыл в Розайт для разделки на металл. |
| Бенбоу Benbow                     | Судостроительная верфь в Бредморе  | 30 мая 1912 года    | 12 ноября 1913 года  | 13 октября 1914 года   | Списан в марте 1931 года                                                           |
| Имперор оф Индиа Emperor of India | «Виккерс»                          | 31 мая 1912 года    | 28 ноября 1913 года  | 13 ноября 1914 года    | Сел на мель, и 11 июня 1931 года потоплен артиллерийским огнём.                    |

## Оценка проекта
Линейные корабли типа «Айрон Дюк» обладали хорошими маневренными качествами и были легки в управлении.
В целом этот тип линкоров оказался весьма эффективным.
Эти корабли были более устойчивыми орудийными платформами, чем «Кинг Джордж V», потому что из-за удлинённого полубака вода не заливала палубы, но в полном грузу были склонны к зарыванию носом в штормовом море. Как и на кораблях других типов, вести огонь из орудийных башен «Q» и «Y» было затруднительно в плохую погоду, так как орудийные расчёты заливались водой.
Хотя противоминная батарея подвергалась заливанию водой только на самом полном ходу и в сильную встречную волну, это считалось недостатком. Положение окончательно исправилось после установки двойных каучуковых прокладок на дверцы и края амбразур.
|                                 | «Нью-Йорк»                | «Кинг Джордж V»                  | «Айрон Дюк»                         | «Дерффлингер»                    | «Кёниг»                           | «Севастополь»                    |
| ------------------------------- | ------------------------- | -------------------------------- | ----------------------------------- | -------------------------------- | --------------------------------- | -------------------------------- |
| Год закладки                    | 1911                      | 1911                             | 1912                                | 1912                             | 1911                              | 1909                             |
| Год ввода в строй               | 1914                      | 1912                             | 1914                                | 1914                             | 1914                              | 1914                             |
| Водоизмещение нормальное, т     | 27 432                    | 23 368                           | 26 100                              | 26 600                           | 25 390                            | 23 288                           |
| Полное, т                       | 28 820                    | 26 112                           | 30 032                              | 31 200                           | 29 200                            | 25 850                           |
| Тип СУ                          | ПМ                        | ПТ                               | ПТ                                  | ПТ                               | ПТ                                | ПТ                               |
| Мощность, л. с.                 | 28 100                    | 31 000                           | 29 000                              | 63 000                           | 31 000                            | 42 000                           |
| Скорость полного хода, узл.     | 21                        | 21,7                             | 21,25                               | 26,5                             | 21                                | 23                               |
| Максимальная, узл.              | 21,13                     | 22,1-22,4                        | 21,5-21,8                           | 25,5-26,5                        | 21,2-21,3                         | 24                               |
| Дальность, миль (на ходу, узл.) | 7684 (12)                 | 4060 (18,15) 6730 (10)           | 4500 (20) 8100 (12)                 | 5600 (14)                        | 6800 (12)                         | 4000 (13)                        |
| Бронирование, мм                |                           |                                  |                                     |                                  |                                   |                                  |
| Пояс                            | 305                       | 305                              | 305                                 | 300                              | 350                               | 225                              |
| Палуба                          | 35—63                     | 45—102                           | 45—89                               | 50—80                            | 60—100                            | 37+25                            |
| Башни                           | 356                       | 279                              | 279                                 | 270                              | 300                               | 203                              |
| Барбеты                         | 254                       | 254                              | 254                                 | 260                              | 300                               | 150                              |
| Рубка                           | 305                       | 279                              | 279                                 | 300                              | 350                               | 254                              |
| Схема размещения вооружения     |                           |                                  |                                     |                                  |                                   |                                  |
| Вооружение                      | 5×2×356/45 21×127/51 4 ТА | 5×2×343/45 16×102/50 4×1 47 3 ТА | 5×2×343/45 12×152-мм/45 4×1 47 4 ТА | 4×2×305/50 12×150/45 4×1×88 4 ТА | 5×2×305/50 14×150/45 10×1 88 5 ТА | 4×3×305/52 16×120/50 4×1 47 4 ТА |